# Astigmaton ichneumonoides
Astigmaton ichneumonoides är en stekelart som beskrevs av Dmitriy R. Kasparyan 2001. Astigmaton ichneumonoides ingår i släktet Astigmaton och familjen brokparasitsteklar. Inga underarter finns listade.